# Дописница
Дописница је писмена поштанска пошиљка на једном листу мањег формата, с отвореним текстом. Поштанска тарифа за дописницу је нижа него за писма. У већини држава штампа се са одштампаном марком. Дописница са плаћеним одговором састоји се од две обичне дописнице спојене по дужини. Дописницама се сматрају све врсте разгледница које одговарају димензијама предвиђеним за дописнице, а издаје их пошта.

## Историја
Као поштанска карта (без илустрације), односно дописница се прво појавила 1. октобра 1869. године у Аустроугарској, на предлог Емануела Хермана (1839 – 1902).
У Србији је најпре уведена саобраћајна карта 23. октобра 1871. Њу је заменила дописна карта, односно дописница, које је пуштена у поштански промет 1. јула 1873. Дописница је од почетка била службено издање државних пошта. На предњој страни је имала место за адресу, а на полеђини слободан простор за писање. Била је формата најмање 10 х 7 cm, а највише 14 х 9 cm.
У међународном промету је призната од 1878.

## Димензије
- Минималне димензије дописнице утврђене су према најмањој димензији писма 14 x 9 cm.
- Максималне димензије дописнице су 15 x 10.5 cm.

Дописница облика разгледнице или честитке у међународном поштанском промету може имати димензије од 14 x 9 cm до 23.5 x 12 cm.